# Sid Meier’s Covert Action
Sid Meier’s Covert Action (сокр. Covert Action, с англ. — «Секретная операция») — шпионская компьютерная игра в жанрах экшн и стратегия, разработанная Сидом Мейером и Брюсом Шелли в MPS Labs и изданная компанией MicroProse в ноябре 1990 года. В 1992 году игра была портирована на Amiga. В январе 2014 года компания Night Dive Studios издала Covert Action в формате цифровой дистрибуции для платформ Windows, Linux и Mac OS X.
В Covert Action игрок берёт на себя роль Максимилиана Ремингтона (или его женского двойника Максин) — хорошо обученного агента спецслужб, нанятого ЦРУ для выполнения секретных операций по борьбе с международной организованной преступностью. Задачами игрока являются расследование текущей криминальной деятельности террористов, срыв их планов и арест злоумышленников. Игровой процесс включает в себя установку прослушивающих устройств, проникновение в охраняемые здания, допрос преступников, расшифровку сообщений, поиск улик, погоню на автомобилях и другое. Действие начинается в 1990-м году, события происходят в Америке, в Европе и на Ближнем Востоке, а Максимилиану Ремингтону приходится иметь дело с ведущими террористическими организациями.
Попытки создания игры об агентах спецслужб были в MicroProse задолго до 1990 года, и только появление компьютеров IBM с соответствующими программными и аппаратными возможностями позволили разработчикам реализовать задуманное. Возрождённый проект частично использовал наработанный опыт MicroProse, и при этом Covert Action была задумана как «процедурно-генерируемая детективная история и набор мини-игр».
Игровая пресса дала игре неоднозначные оценки. Положительно отзывались о глубине, оригинальности, разнообразии, сложности и стратегической составляющей игрового процесса, было замечено создание шпионской атмосферы игры и способствующей этому объёмной документации. Критики по-разному отнеслись как к сочетанию мини-игр и расследования, так и к реиграбельности и графике. Звуковое сопровождение в основном получило отрицательные отзывы. Для версии Amiga были замечены недостатки программной и аппаратной реализации, были получены негативные оценки по графике и управлению от нескольких рецензентов.
Опыт разработки Covert Action привёл к появлению термина «Правило Covert Action», которое в своём применении вышло за пределы игр, создаваемых Сидом Мейером.

## Сеттинг
События в Covert Action начинаются 1 января 1990 года, когда игрок получает задание на проведение своего первого расследования. Действие происходит в одном из регионов: в Европе, в Америке или на Ближнем Востоке. Игровой мир базируется на реальных городах, в которых и происходят все события. В каждом из регионов доступно 16 городов, и при этом всегда в это число включены Вашингтон (откуда начинается каждое расследование), Лондон и Тель-Авив. Европа охватывает столицы от Мадрида до Москвы, в американском регионе присутствуют города от Лос-Анджелеса до Рио-де-Жанейро, а Ближний Восток включает в себя столицы от Рима до Эр-Рияд. Главный герой перемещается между городами на самолёте, по прилёте в город отдельно рассматриваются локации-здания (разных организаций), а во время погони на автомобилях движение происходит по улицам города.
Оппонентами протагониста выступают 26 враждебных организаций, такие как Наркокартель Кали, Организация освобождения Палестины, спецслужбы Ирака и другие. В игру включены ЦРУ (нанимающая Максимилиана Ремингтона), а также другие союзнические организации: британская МИ-6, израильская Моссад и КГБ СССР (Холодная война считается законченной). У каждой из организаций есть враги и союзники, с последними из которых может идти обмен информацией. Вместе с тем союзная организация не исключает враждебных действий, так как в ней могут присутствовать двойные агенты.
Каждое расследование начинается первого числа месяца и длится около десяти дней. Дело инициируется в результате действий враждебных организаций, предпринимающих одну из своих операций, например похищение значимых персон, побег из тюрьмы, транспортировка наркотиков. Три последовательные операции объединяются в кампании, например похищение плутония-238, похищение физика-ядерщика, сборка и установка ядерного устройства происходят в рамках кампании «Ядерный кризис» (англ. Nuclear Crisis). В начале кампании один из трёх регионов выбирается случайно, и, если у преступников получается выполнять свои задачи, то регион и глава организации остаются во время всей кампании одними и теми же. По окончании кампании или после её срыва начинается новая. Всего на арест глав всех враждебных организаций главному герою даётся 10 лет игрового времени, после чего карьера заканчивается.
В поставку Covert Action включено руководство по игре, в котором кроме инструкций входит описание сеттинга, включающее в себя подробную информацию о существующих организациях, документальную справку и больше десятка отрывков рассказов, описывающих легенду Максимилиана Ремингтона.

## Игровой процесс
Максимилиан Ремингтон (англ. Maximillian Remington), или его женский персонаж-двойник Максин (англ. Maxine), противодействует организованной преступности, предпринимающей свои операции, которые могут осуществиться только в результате взаимодействия группы человек. Например, если задачей является террористическая атака с помощью взрывного устройства, то для этого один из участников заговора берёт на себя роль организатора, другому нужно достать взрывчатку, третьему снять деньги для оплаты террористам, четвёртому выполнить роль курьера, пятому собрать взрывное устройство, шестому осуществить взрыв. При этом события развиваются в реальном времени, когда злоумышленники передают друг другу сообщения, перемещаются и встречаются друг с другом, а Максимилиану нужно предотвратить преступление и в этом ему помогают дружественные организации. Конечная цель карьеры Максимилиана — арест всех глав враждебных организаций.
Игровой процесс включает в себя основной режим и четыре мини-игры. Во время первого управляемый игроком персонаж перемещается между зданиями города, может перелетать на самолёте из города в город, просматривать материалы дела, общаться с сотрудниками ЦРУ и тому подобное. Мини-игры запускаются из основного режима по инициативе игрока или из-за случайных событий, а по завершении происходит возвращение в основной режим. В Covert Action игрок может разными способами достигать своей цели, а каждая из операций генерируется процедурно, когда игроку ничего не известно о личностях и местоположении заговорщиков, а также о том, что предпринимают оппоненты.
При создании нового персонажа игрок задаёт его характеристики — пол и четыре навыка. Последние имеют по 4 уровня, и при формировании персонажа игрок может 4 раза повысить любой из навыков на один пункт. Каждый из навыков непосредственно относится к способностям по выполнению задач в рамках одной из мини-игр, и в Covert Action имеется возможность запуска режима практики каждого навыка. Предлагается четыре уровня сложности, на первом из которых отыгрывается одна и та же кампания с одной несложной операцией, а на других используются все возможные сценарии. В начале уровень сложности выбирается игроком, и в дальнейшем может быть изменён по завершении кампании. Повышение уровня сложности приводит к затруднению в получении информации во время расследования и к усложнению каждой из мини-игр. Дополнительно игра усложняется  локально в случае, если оппоненты узнают о внимании ЦРУ к этому месту и усиливают охрану зданий.
После завершения карьеры производится итоговой подсчёт очков, начисляемых за поимку и перевербовку членов враждебной организации и двойных агентов, поимку глав организаций, сбор информации и нахождение макгаффинов.

### Расследование
Изначально злоумышленники составляют план операции (англ. masterplan), в сценарий которого включено взаимодействие от пяти до восьми человек. В начале дела игроку сообщается, что происходит что-то неладное и от дружественных организаций предоставляется обрывочная информация. Например, что «в Париже снята со счёта в банке большая сумма денег», «замечена секретная телеграмма Штази, отправленная в Хельсинки», «получено фото угонщика машины в Будапеште». Начинается расследование, во время которого главный герой может осуществлять поиск в доступных ЦРУ базах данных, следить за подозреваемыми, вклиниваться в электронику домов и подслушивать телекоммуникации, скрытно проникать в здания для проведения обыска и установки подслушивающих устройств, и тому подобное. Каждое из событий имеет несколько характеристик, и со временем Максимилиан может их узнавать. Например, он может найти зашифрованный текст секретной телеграммы, и позже узнать имя адресата, время отправки, организацию отправителя и так далее. Аналогично, постепенно раскрываются личности преступников: их роль, место вербовки, фотокарточка и тому подобное.
Для предотвращения преступления главному герою можно как найти и изъять средства преступления, так и арестовать участников заговора. Однако, так как Максимилиан действует в рамках закона, то чтобы взять злоумышленника под стражу, допросить и привлечь к ответственности, необходимо иметь достаточно улик. Для получения большего числа очков необходимо арестовать или завербовать как можно большее число участников заговора, раскрыть двойных агентов в ЦРУ, изъять все средства преступления, а также по возможности выйти на главу организации (англ. Mastermind) и арестовать его. Одно расследование занимает от получаса до часа реального времени.
Если Максимилиан арестовывает преступника, то тот перестаёт выполнять свою роль в операции. Это может никак не повлиять на ход операции (если роль уже отыграна), замедлить (если роль координирующая) или заблокировать (если без действий роли операция не может быть продолжена). В то же время соучастники могут успеть освободить арестованного или обменять на попавшего в плен главного героя. Если роль отыграна, или у злоумышленника нет возможности выполнить свою роль, то он может скрыться (англ. in hiding) и его нельзя будет найти. Если Максимилиану удаётся завербовать преступника, то тот продолжает отыгрывать свою роль, но при этом сообщает ЦРУ информацию как двойной агент.
Одной из задач является сбор как можно большего числа сведений до ареста, так как это во-первых, повышает вероятность вербовки, и во-вторых, позволяет больше дополнить материалы дела, так как при допросе преступник умалчивает о тех событиях, о которых не знает Максимилиан. По завершении расследования игроку раскрывается вся последовательность произошедших событий во время игры, что позволяет понимать свои ошибки и почему при даже удачных действиях расследование могло быть неуспешным.

### Мини-игры
Первая из мини-игр представляет собой двумерный шутер от третьего лица с видом сверху, которая запускается во время проникновения Максимилиана в здания, в результате попадания в засаду во время перемещения между зданиями города или при попытке побега как главного героя, так и арестованного преступника. Здесь протагонист может быть экипирован пистолетом или УЗИ, гранатами (осколочными,  газовыми, оглушающими), газовой маской, наушниками, фотоаппаратом, подслушивающими устройствами для установки, бронежилетом и отмычками для взлома сейфов. При проникновении в здание игрок снаряжает своего агента пятью комплектами из экипировки, а в других случаях выдаётся фиксированный набор. В здании находится охрана, которая не знает о проникновении Максимилиана, но если увидит его или следы его деятельности, то поднимет тревогу. Охранники перемещаются по комнатам здания, и для скрытого перемещения протагонист должен избегать контакта. В данных условиях главному герою нужно устанавливать «жучки» и обыскивать столы, сейфы и другие элементы офиса; игровые механики включают в себя прицельную стрельбу из укрытия, перемещение на корточках, прыжки, установку и дистанционный подрыв гранат. Если в здании находится один из агентов враждебной организации, то его можно найти и арестовать, а также изъять предметы преступления. При возрастании сложности охранники ведут себя более организованно, например действуют в группе, а при штурме комнаты забрасывают в неё гранаты.
Если Максимилиан получает 2 ранения (или 4 в бронежилете), или теряет сознание от действия газов, то его берут в плен. В этом случае игроку предстоит выбор — либо произойдет обмен на два двойных агента, либо герой останется в плену. В последнем случае проходит некоторое время, прежде чем протагонист освободится от наручников, и после этого герою с минимальной экипировкой даётся шанс выбраться из здания. В случае попадания в засаду действие разворачивается на одном экране, где игроку нужно выстоять против нескольких нападающих. Последним случаем запуска мини-игры является попытка побега арестованного преступника, когда Максимилиан защищает здание от диверсантов.
Вторая из мини-игр — автомобильная погоня. Она происходит на улицах города с видом сверху, и в ней участвует три автомобиля — один преследуемый и два преследующих. Разнообразие игрового процесса обеспечивается случайной картой города, опытностью оппонентов, ночной или дневной видимостью, характеристиками машин по манёвренности, максимальной скорости, заметности и способностью слежки. Погоня может начаться по инициативе игрока, если он при наблюдении за зданием увидит подозрительную персону, садящуюся в автомобиль. Здесь может быть принято решение о погоне, целью которой может быть как остановка и задержание подозреваемого, так и скрытная слежка для выяснения места назначения. В первом случае можно арестовать преступника, во втором можно найти здание, местоположение которого неизвестно. Возможна погоня не по инициативе игрока, когда преследуемым становится Максимилиан, и ему необходимо уйти от преследующих его машин.

Игровой процесс Covert Action
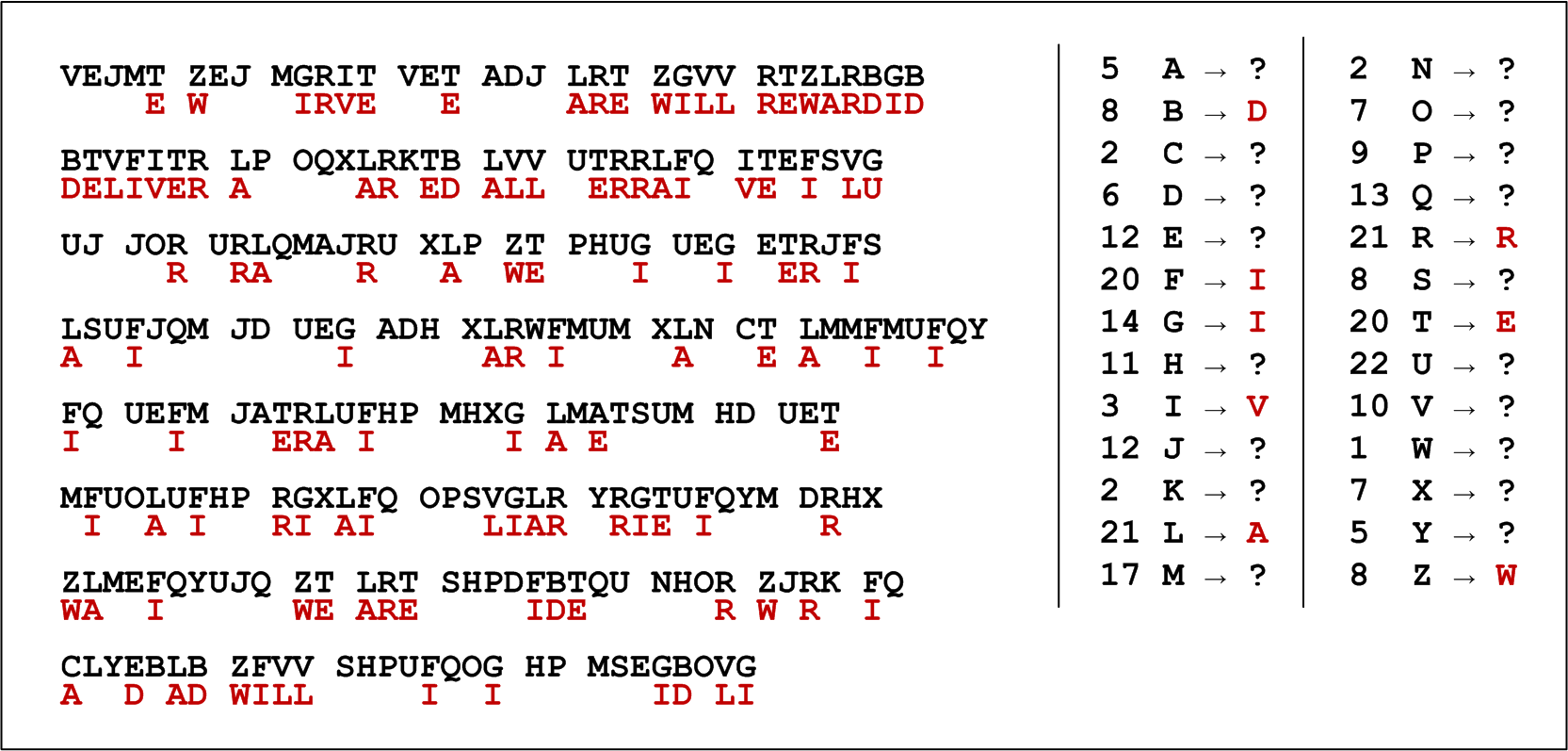
Схематическое изображение расшифровки сообщений: чёрным цветом показан зашифрованный текст, красным вариант расшифровки игрока — предположительно угаданы слова will и are, на их основании открыт deliver; при этом допущена ошибка G↔I (исправление приведёт к well и rewarded); справа показаны частоты букв и текущий вариант замены; в игре дополнительно показывается прошедшее время и номер сообщения.
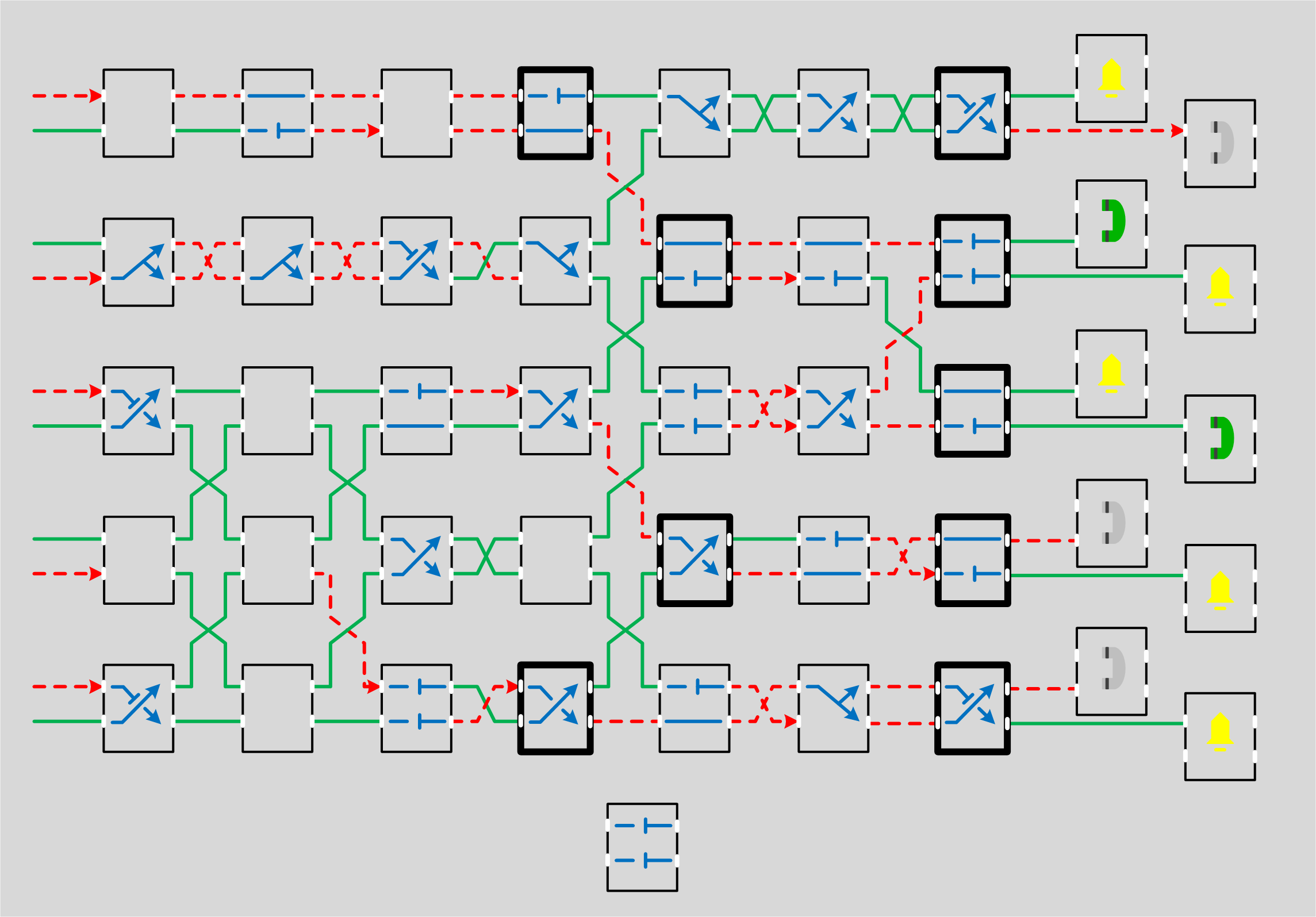
Схематическое изображение взлома электроники: матрица микросхем 7×5 и случайно сформированный граф дорожек питания, справа «звонки» и телефоны; каждая линия либо обесточена, либо под напряжением (красный пунктир; стрелки где инициируется ток); случайно формируются питание слева, начальные состояния микросхем и порядок «звонков» и телефонов; сначала все телефоны под током, а звонки обесточены; задачей является обесточивание телефонов при отсутствии тока на «звонках» (что вызывает тревогу и проигрыш мини-игры); игрок может заменить микросхему снизу на одну из слотов без чёрной рамки и после этого питание элементов схемы пересчитывается; отсутствие изображения в слоте говорит о неизвестной микросхеме; некоторые микросхемы имеют инверторы (прерывание линии перпендикулярной); игрок уже обесточил два телефона, тем самым получил некоторую информацию и поместил «жучки» в здание.

- Скриншот мини-игры шутер: слева показан вид комнаты здания сверху, в которой Максин в левом верхнем углу, спрятавшись за терминалом и дождавшись когда единственный охранник повернётся спиной и откроет ящик для работы с документами, открывает огонь; справа-внизу показана схема здания в масштабе, где ниже красная комната заполнена газом, слева неизвестная зона, но «слышны» белые точки-охранники; справа-вверху показана экипировка (маска, бронежилет, фотоаппарат и 34 кадра плёнки, наушники, отмычки для взлома), запас патронов и различных гранат, Максин получила два попадания в бронежилет, найдены три буквы пароля терминала, осталось 7 подслушивающих устройств для установки.
- Схематическое изображение автомобильной погони; показана локальная часть (в игре виден весь город ~ 25×25); Фиолетовым цветом показана преследуемая машина, её водитель видит следующий за ним зелёный автомобиль, а второй для него скрыт и тот имеет более высокую скорость и идёт на опережение для того, чтобы встретить на встречной и остановить; преследуемый видит только последнюю позицию второй машины, которая показана серым цветом.

Третья мини-игра — расшифровка сообщений. Она может начаться по инициативе игрока в офисе ЦРУ в случае, если главный герой (или его союзники) нашёл или ему передали зашифрованную телеграмму. Здесь игроку предоставляется текст, зашифрованный шифром простой замены. Соответственно, чем дольше игрок тратит на расшифровку, тем больше проходит времени в игре. На самом простом уровне сложности в начале некоторые буквы шифра известны, при возрастании сложности эта помощь не предоставляется, и далее добавляются фальшивые буквы и удаляются пробелы между словами.
Четвёртая мини-игра — взлом электроники — представляет собой головоломку за ограниченное время. Начинается она по инициативе игрока, когда тот может установить прослушивающие устройства в здании без проникновения в него, или при установке жучка на отъезжающий автомобиль. Игроку даётся электрическая схема из слотов и проводов между ними. Каждый слот имеет по два входа и выхода, и в него может быть вставлена микросхема, работающая по заданной ей логике. Игрок может заменять микросхемы в слотах и таких образом изменять конфигурацию всей схемы. Задачей является отключение питания от одних определённых цепей, но при этом нужно оставить пассивными другие цепи, так как их активация приведёт к тому, что проникновение Максимилиана будет замечено и мини-игра будет проиграна. С возрастанием сложности появляются фиксированные слоты (в которых нельзя заменить микросхему), добавляются микросхемы с более сложной логикой, а также появляются микросхемы, логика работы которых до изъятия из слота неизвестна.

Игровой процесс Covert Action
Скриншот мини-игры шутер: слева показан вид комнаты здания сверху, в которой Максин в левом верхнем углу, спрятавшись за терминалом и дождавшись когда единственный охранник повернётся спиной и откроет ящик для работы с документами, открывает огонь; справа-внизу показана схема здания в масштабе, где ниже красная комната заполнена газом, слева неизвестная зона, но «слышны» белые точки-охранники; справа-вверху показана экипировка (маска, бронежилет, фотоаппарат и 34 кадра плёнки, наушники, отмычки для взлома), запас патронов и различных гранат, Максин получила два попадания в бронежилет, найдены три буквы пароля терминала, осталось 7 подслушивающих устройств для установки.
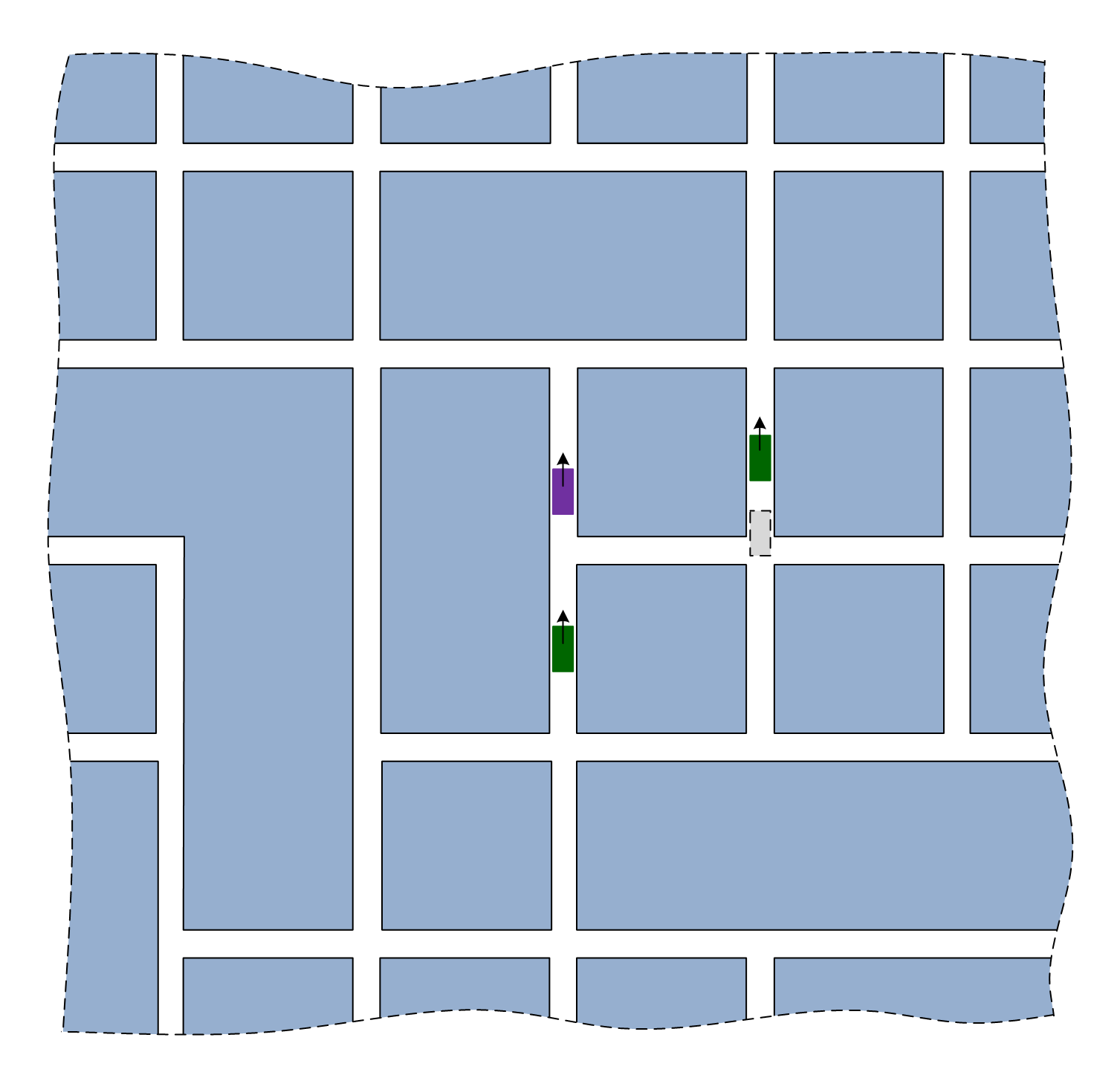
Схематическое изображение автомобильной погони; показана локальная часть (в игре виден весь город ~ 25×25); Фиолетовым цветом показана преследуемая машина, её водитель видит следующий за ним зелёный автомобиль, а второй для него скрыт и тот имеет более высокую скорость и идёт на опережение для того, чтобы встретить на встречной и остановить; преследуемый видит только последнюю позицию второй машины, которая показана серым цветом.

- Схематическое изображение расшифровки сообщений: чёрным цветом показан зашифрованный текст, красным вариант расшифровки игрока — предположительно угаданы слова will и are, на их основании открыт deliver; при этом допущена ошибка G↔I (исправление приведёт к well и rewarded); справа показаны частоты букв и текущий вариант замены; в игре дополнительно показывается прошедшее время и номер сообщения[к. 9].
- Схематическое изображение взлома электроники: матрица микросхем 7×5 и случайно сформированный граф дорожек питания, справа «звонки» и телефоны; каждая линия либо обесточена, либо под напряжением (красный пунктир; стрелки где инициируется ток); случайно формируются питание слева, начальные состояния микросхем и порядок «звонков» и телефонов; сначала все телефоны под током, а звонки обесточены; задачей является обесточивание телефонов при отсутствии тока на «звонках» (что вызывает тревогу и проигрыш мини-игры); игрок может заменить микросхему снизу на одну из слотов без чёрной рамки и после этого питание элементов схемы пересчитывается; отсутствие изображения в слоте говорит о неизвестной микросхеме; некоторые микросхемы имеют инверторы (прерывание линии перпендикулярной); игрок уже обесточил два телефона, тем самым получил некоторую информацию и поместил «жучки» в здание.

## Разработка и выпуск

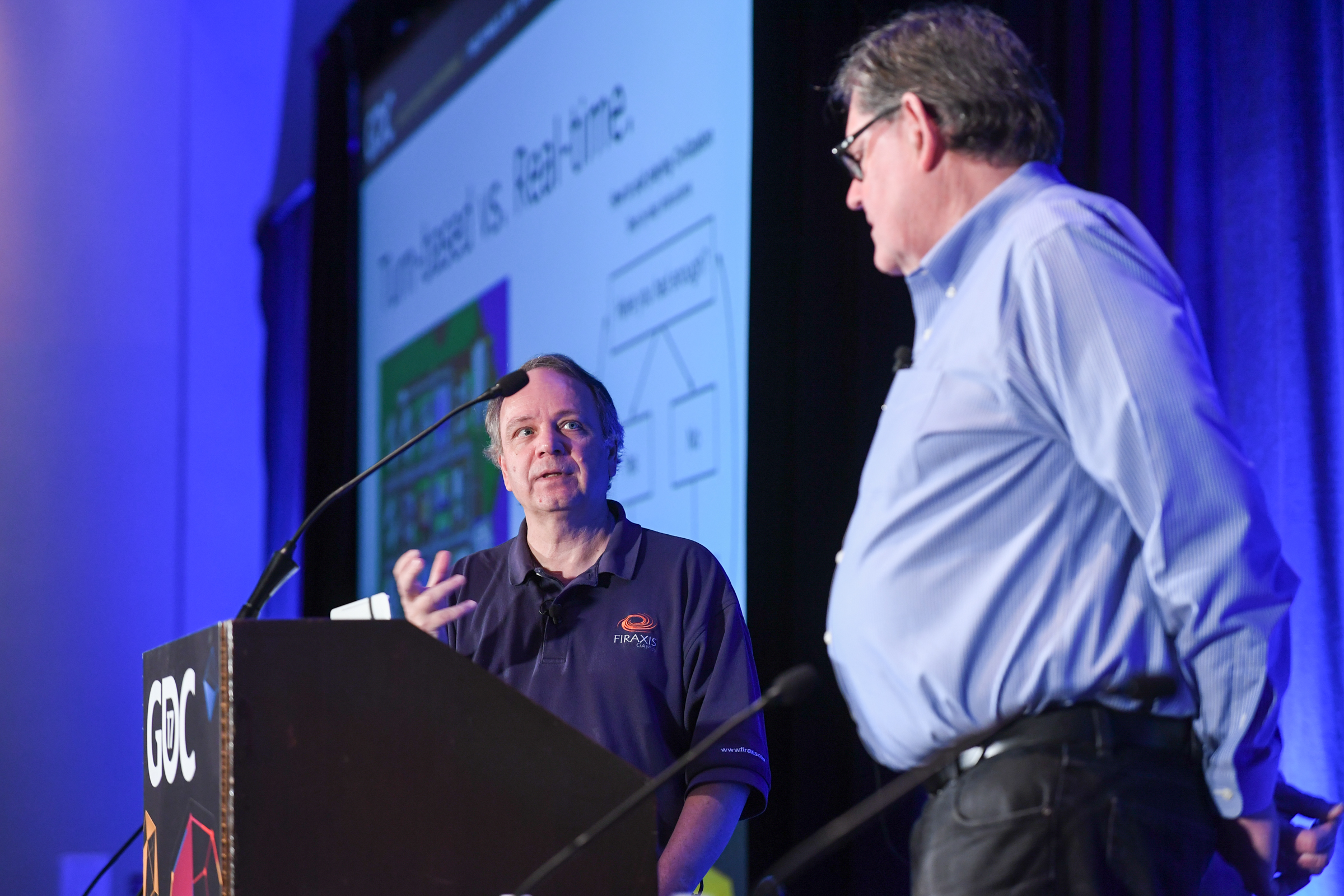
Разработчики Covert Action Сид Мейер и Брюс Шелли на Game Developers Conference в 2017 году

Идея игры об агентах спецслужб зародилась в MicroProse задолго до 1990 года. Над данной темой были начаты работы с попыткой реализации на платформе Commodore 64, однако аппаратные возможности не позволили осуществить задуманное. Наработки на некоторое время были отложены, и только с получением доступного объёма памяти и мощности компьютеров IBM проект был возрождён и получил название Covert Action. До начала работ по проекту Covert Action MicroProse в течение двух месяцев занималась прототипом игры, основанной на SimCity в жанре  стратегия в реальном времени. В данных условиях в компании было принято решение о переключении на Covert Action, и после её завершения разработчики для отложенного прототипа пришли к новой идее пошаговой стратегии, ставшего впоследствии Civilization.
В создании Covert Action участвовало около двадцати человек. Среди них геймдизайнерами выступили Сид Мейер и Брюс Шелли. Всё программирование было выполнено Сидом Мейером. Брюс Шелли и Лоуренс Шик (англ. Lawrence Schick) изучали предметную область и готовили документацию. Работами над графикой руководила Барбара Бентс (англ. Barbara Bents), музыка была написана Джеффом Бриггсом, за звуковые эффекты отвечал Джим МакКонки (англ. Jim McConkey), лидером команды контроля качества был Аль Роеро (англ. Al Roireau). Как и в предыдущих играх MicroProse, Covert Action использует систему защиты от копирования через документацию, когда после запуска игры  игроку предоставляется возможность распознать по фотокарточке главу одной из организаций исходя из портретов, представленных в руководстве.
Игра создавалась во время, когда MicroProse начала отходить от авиасимуляторов и экспериментально пробовать другие жанры. При этом на Covert Action оказали влияние ранее разработанные игры. Так, она была задумана как «история + набор мини-игр» аналогично ранее выпущенной Sid Meier's Pirates!, откуда были также взяты концепция посещения городов и интерфейс взаимодействия в них с пользователем. Для этого периода Сид Мейер воспоминает, что игры MicroProse перекрывались друг с другом, и это было время роста компании. Где-то в этот период он начал работать с Брюсом Шелли, который пришёл в компанию с многолетним опытом создания настольных игр. Брюс Шелли присоединился к MicroProse во время разработки F-19 Stealth Fighter и не участвовал в создании отложенного прототипа Covert Action. До начала возрождения проекта, когда ещё Брюс Шелли был задействован портировании Gunship на Commodore 64, Сид Мейер сказал Брюсу Шелли — «я бы хотел чтобы ты был моим номер 2, моим продюсером, писателем, ...» —, что повлияло на него и он был рад новой роли. В дальнейшем они тесно работали вместе: каждый день Сид Мейер программировал и во второй половине дня приносил Брюсу Шелли дискеты с новой версией со словами «поиграй вот в это, и мы поговорим завтра». Брюс Шелли работал над своими задачами, но в течение оставшегося дня смотрел на принесённое и на следующий день в 9—10 часов утра они обсуждали результаты. И таким образом итерации продолжались, что составляло ежедневный рабочий процесс. По словами Брюса Шелли разработка характеризовалась тем, что Сид Мейер постоянно работал над несколькими проектами, для которых у него были прототипы простых игр, выражающих какие-либо идеи. Один раз одним из них стал прототип Sid Meier's Railroad Tycoon, и в то время Брюсу Шелли были известны наработки Covert Action. Компании предстоял выбор — какой из них взять для последующего фронта работ. Сид Мейер хотел узнать что Брюс Шелли думает по этому поводу, и тот высказался что готов для любого проекта. В конце концов выбор пал на Railroad Tycoon, который был завершён через 6 месяцев. В дальнейшем начались работы над второй частью Railroad Tycoon, но вскоре они были свернуты. К этому времени Сид Мейер продал часть акций президенту компании, что повлияло на схему принятия решений, и руководство компании распорядилось переключится на Covert Action и завершить её до конца.
Относительно мотивации в разработке игрового процесса Сид Мейер отмечает, что в то время он собирался создать процедурно-генерированную историю, а также такой сюжет, который был бы скрыт от игрока, и при этом было задействовано множество мини-игр. Брюс Шелли называет «генерацию детектива» главной идеей игры, а разработку всех элементов очень увлекательным и интересным опытом. Данная генерация историй в игре базируется на паре-тройке десятков шаблонов, каждый из которых представляет собой отдельный сюжет, и во время генерации в них определяются такие значения, как города, организации, личности преступников и другие. Отдельной сложной задачей было совмещение видения следователем мелочей дела и создание процедурно-генерированного сюжета, так как они плохо совместимы. Дополнительно, в то время Сид Мейер хотел разработать игры про взлом зашифрованного сообщения и про электронные схемы, что определило две мини-игры.
Covert Action вышла для компьютеров под управлением DOS в ноябре 1990 года. В декабре 1990 года портирования не планировалось, но в январе 1991 года было сообщено о разработке версий для Amiga и Atari ST. В октябре 1991 года вышла портированная версия для Amiga. Игра поставлялась с документацией на английском или немецком языке. В 2014 году компания Night Dive Studios издала Covert Action в формате цифровой дистрибуции для платформ Windows, Linux и Mac OS X, игра стала доступной в GOG.com в январе и в Steam в октябре.

## Оценки и мнения
| Иноязычные издания           | Иноязычные издания                                                         | Иноязычные издания                                                         |
| Издание                      | Оценка                                                                     | Оценка                                                                     |
| Издание                      | Amiga                                                                      | DOS                                                                        |
| ---------------------------- | -------------------------------------------------------------------------- | -------------------------------------------------------------------------- |
| ACE                          |                                                                            | 902                                                                        |
| ASM                          |                                                                            | 49/60                                                                      |
| Amiga Action                 | 85 %                                                                       |                                                                            |
| Amiga Computing              | 87 %                                                                       |                                                                            |
| Amiga Format                 | 79 %, 68 %                                                                 |                                                                            |
| Amiga Joker                  | 68 %                                                                       |                                                                            |
| Amiga Power                  | 81 %                                                                       |                                                                            |
| CVG                          |                                                                            | 90 %                                                                       |
| Datormagazin                 | 80 %                                                                       |                                                                            |
| Génération 4                 | 41 %                                                                       | 81 %                                                                       |
| Power Play                   |                                                                            | 64 %                                                                       |
| The One                      | 86 %                                                                       | 88 %                                                                       |
| Amiga Magazine               | 9/10                                                                       |                                                                            |
| Zero                         | 85 %                                                                       | 83 %                                                                       |
| Raze                         |                                                                            | 83 %                                                                       |
| PC Leisure                   |                                                                            | [ 4 ]                                                                      |
| Amiga Mania                  | 79 %                                                                       |                                                                            |
| Награды                      |                                                                            |                                                                            |
| Издание                      | Награда                                                                    | Награда                                                                    |
| Computer Gaming World (1996) | Самый запоминающийся герой всех времён (Максимилиан Ремингтон), 12-е место | Самый запоминающийся герой всех времён (Максимилиан Ремингтон), 12-е место |

### Приём
Ряд изданий положительно отозвались о глубине игрового процесса, его оригинальности, сложности, стратегической составляющей и разнообразии. Мнения о реиграбельности и графике разделились. Критики по-разному отнеслись к сочетанию мини-игр и расследования. Журналисты согласились с тем, что игра создаёт шпионскую атмосферу, и в этом помогает предоставляемая документация. Преимущественно отрицательные отзывы были получены по звуковому сопровождению. Для версии Amiga были замечены недостатки программной и аппаратной реализации, были получены негативные оценки по графике и управлению от нескольких рецензентов.
В публикации ACE игра была описана следующим образом:
MicroProse и сложный геймплей становятся синонимами, и Covert Action хорошо подтверждает это. Богатство выбора создаёт такую глубину, которую редко увидишь. Имеется четыре уровня навыков [персонажа], три театра операций (Ближний Восток, Европа и Америка), три основных направления борьбы с криминалом (шпионаж, международная преступность и терроризм) и более дюжины вражеских оперативников (по крайней мере, полдюжины участвуют в одном заговоре). Covert Action является игрой, которая заберёт [у вас] много часов игры для того, чтобы её пройти.
Оригинальный текст (англ.) Complexity of gameplay has become synonymous with the Microprose name, something that Covert Action has bountiful supplies of. The choice of options provide a depth of play rarely seen. A choice of four skill levels, three mission areas (Middle East, Europe of the Americas), three basic crime-orientations (espionage, international crime or terrorism) and over a dozen of enemy operatives (at least half a dozen of which will be involved with each crime), Covert Action is a game that will take many hours of play to successfully complete.
По заключению PC Leasure, игра не подходит для тех, кто не хочет «напрягать своё серое вещество», а в Amiga Format журналист посчитал, что Covert Action не подойдёт любителям пострелять, которым станет скучно. В публикации The One игровой процесс был назван «очень разнообразным, очень поглощающим и очень увлекательным». В Amiga Power Covert Action назвали самым глубоким и сложным симулятором шпионажа, и игра стоит того, чтобы потратить время на её изучение, а единственным препятствием является её цена. В Computer Gaming World (CGW) нашли игру сложной и детализированный, в которую «закомпрессовано множество аспектов криминологии», разработчики «умудрились в 4 поставляемых диска поместить столько вещей и скрытых фактов, сколько нет даже в шести- и восьми- дисковых играх», а Covert Action представляет собой машину клоунов Ringling Brothers Circus — «сюрпризы выскакивают на каждому шагу, и приходится догадываться, сколько их всего».
Критик Amiga Action сообщил, что MicroProse задала и имеет высокий стандарт качества игр, но при этом в случае с Covert Action компания столкнулась со сложной задачей, так как попробовала выйти в «совершенно другую зону». Было сообщено, что игра глубока и требует долгого размышления и хорошего навыка принятия решений — это игра не для тех, кто ожидает «быстрых аркадных стрелялок». Критик Amiga Magazine больше всего похвалил Covert Action за её оригинальность, посчитав игрой первого класса. Рецензент Computer and Video Games обратил внимание на разнообразие, а также то, что игра отличается от имеющихся на рынке симуляторов и приключений, и этим может быть интересна покупателям несмотря на высокую цену. Обозреватель CGW посчитал, что игрок будет перегружен различной информацией с момента открытия документации в 96 страниц, но при этом за это сложно критиковать, так как игра предлагает очень много, а если интеллектуальные игроки ищут для себя вызов, то они его найдут в Covert Action. Дополнительно было отмечено, что игроку «приходится жонглировать множеством известных фактов и происходящими в неизвестности событиями», что и приносит удовольствие, и при этом всегда есть что-то новое, что можно ещё сделать. Вместе с тем некоторыми журналистами оригинальность была записана в одну из причин, из-за которой пострадало качество игры: в Amiga Format идея была названа хорошей, но полностью не реализованной, и подобное мнение было высказано в Amiga Joker. В Amiga Format было указано на то, что игра очень глубока, её игровой процесс уникален и с разнообразием появляющихся и собирающихся вместе улик даёт ощущение реальности. Темп событий журналистом описан как медленный, но причиной было названо то, что в основном игроку приходится думать над материалами дела и над следующим своим действием, и игровой процесс признан глубоким и требующим мышления.
Рецензенты по-разному описывали сочетание мини-игр и расследования. Так, Aktueller Software Markt описал игру как «приятно хрустящее сочетание экшена, кропотливости и тактики». В публикации The One было отмечено, что Covert Action хорошо построена на том, что научиться мини-игры можно легко, но важным элементом является их выбор для достижения глобальной цели — успешного расследования. В рецензии для Amiga того же журнала сообщили, что игра «приземляет» и требует от игрока для победы множества как экшен, так и стратегических действий. Рецензент Computer and Video Games ожидал многого от Covert Action, так как, по его опыту, MicroProse использует подход в создании интересных и оригинальных игр, и «Covert Action не стала исключением ... мини-игры являются очень хорошей смесью стратегии, головоломок и экшена, и при этом они ловко разделены и сочетаются с общим процессом расследования». Génération 4 выделил в игре удивительное сочетание реализма, аркадных элементов и логики, что и делает Covert Action очень хорошей. В Amiga mania игра названа хорошей головоломкой с аркадными элементами. Для мини-игры шутер в CGW посетовал что в ней нельзя знакомиться с материалами дела, и найденную информацию связать можно только по завершении. Для облегчения анализа найденных документов критик посоветовал сделать в игре гиперссылки.
В The One был оставлен положительный отзыв о документации, в которой отмечалось описание истории Максимилиана Ремингтона и раскрывающая особенности настоящей жизни шпионов. С этим согласился рецензент Aktueller Software Markt. О том, что игра хорошо создаёт шпионскую атмосферу, писали в Computer and Video Games. В Amiga Computing  расследование было охарактеризовано как масса связанной друг с другом информации, при этом выполнение одной из миссий раскрывает пути к дальнейшим, и всё это делает Covert Action самой интригующей шпионской игрой, хотя в дальнейшем было сказано, что игра «не великая» и «не отличная». В заключении публикации ACE было сообщено, что Covert Action является одной из самых лучших шпионских игр. Критик CGW посчитал документацию плохо организованной, в которой сложно что-то найти, а текст плохо вычитан. Единственной полезной информацией журналист посчитал инструкции к управлению, и при этом «к счастью» игра оказалась естественной и интуитивной для понимания. Дополнительно обозреватель заметил несколько ошибок соответствия Covert Action реальному миру. В заключении было отмечено, что MicroProse создала несомненно самую насыщенную шпионскую игру.
По реиграбельности мнения разделились. Автор обзора ACE сделал вывод, что к игре можно не терять интерес в течение года. В Amiga Format было отмечено, что Covert Action это не та игра, которую легко отложить после того, как в неё погрузились, а также то, что в неё легко возвращаться снова после перерыва. В CGW, приведя ряд фактов в игре в её пользу разнообразия, рецензент сообщил, что Covert Action «никогда не станет скучной», и подобное мнение было озвучено в Zero. В Datormagazin журналист посчитал, что Covert Action может со временем стать немного однообразной. В одном из обзоров журнала Génération 4 для версии Amiga было сказано, что это странная  игра, имеющая среднюю реализацию, а предоставленная смесь игровых механик часто повторяется и не всегда интересна. Оценку Covert Action в Power Play давали двое критиков, первый из которых сообщил, что игра приносит много удовольствия вначале, но в дальнейшем становится однообразной. Второй с этим согласился, посчитав, что в долгосрочной перспективе игра становится посредственностью.
Шутер признан лучшей из мини-игр Covert Action, и она сравнивалась с другими тактическими играми — Laser Squad и Commando — где было прокомментировано, что она хорошо реализована в духе этих игр. В Amiga Computing согласились с этим, но дополнительно сообщили, что автомобильная погоня является неудачной мини-игрой, и с последним согласились в Amiga Format. В CGW было сообщено, что игровой процесс Covert Action взлома электроники напоминает игру 2010: The Graphic Action Game, вышедшей в 1984 году. В заключении автор поставил игру в краткий список таких вдохновляющих игр, как Starflight и The Fool's Errand, которые известны тем, что их геймдизайнеры создали сравнимое разнообразие в игровом процессе и получили «первоклассные игры».
По звуковому сопровождению были преимущественно отрицательные отзывы. Так, критик ACE сообщил, что звук больше похож на скрип, и что «хорошо что его можно выключить». Без восторга отнеслись к звукам в рецензии Génération 4, отрицательно в Amiga Joker, в двух статьях Amiga Format он был описан как достаточный, а в Aktueller Software Markt как хороший.
Относительно версии для Amiga был высказан ряд претензий, касающихся программной и аппаратной реализации, графики и управления. Автор обзора Amiga Magazine обратил внимание на сложность запуска игры при её поставке с несколькими дискетами, а также на требования к объёму оперативной памяти и рекомендовал очищать её от лишних программ. Автора обзора Datormagazin удивило наличие большого количества программных ошибок, несмотря на качественный игровой процесс и марку MicroProse. В Amiga Format критике подверглась постоянная работа с диском, замедляющая игру. В The One проблемой версии для Amiga было названо то, что Covert Action не была улучшена, а MicroProse просто скопировала игру «байт в байт». О недостаточном уровне графики версии для Amiga высказывались в Génération 4 и Amiga Joker, в Amiga Computing графика признана скучной. Рецензент Zero и один из Amiga Format признали графику и анимацию хорошими, а другого автора обзора Amiga Format в этом плане игра ничем не удивила. В Amiga Computing управление было описано как странное, в Amiga Power как нелепое, а также недовольство интерфейсом версии для Amiga было высказано в Amiga Joker.

### В ретроспективе
В 1998 году вышла рецензия на игру в журнале «Навигатор игрового мира», где её автор посчитал, что Covert Action создала новый жанр, и потом была забыта. Критик похвалил игру за её шпионскую атмосферу, хороший игровой баланс. Графику и звук он посчитал устаревшими, но в то же время назвал «великолепными».
В 2014 году игра была повторно выпущена, и появилось несколько обзоров. В январе была опубликована рецензия The Escapist, где автор посчитал, что положительные стороны Covert Action не превышают недостатки. Основными проблемами были названы повторяемость игровых механик и управление, так как для последней перемещение персонажа и действия описаны как «неинтуитивные». Журналист посчитал, что при взгляде в прошлое игра недостаточно интересна, и был бы предпочтителен современный вариант, в котором были бы учтены недостатки, а игра была бы более сбалансированная.
В Rock, Paper, Shotgun было опубликовано два обзора, в первом из которых в октябре сказано, что Covert Action это одна из тех игр, которая «безусловно заслуживает ремейка». Во втором, ноябрьском обзоре, Covert Action описана подробно, и охарактеризована как «намного лучшая игра, чем она представляется из описания». Журналист указал то, что она стоит того, чтобы в неё играть даже в настоящее время. Одним из ключевых достоинств игры названа её нелинейность и разнообразие, возникающее из случайно генерируемых операций оппонентов и множества способов достижения цели. При этом в игре постоянно «давит неизвестность» с невидимым обратным счётчиком, так как с течением времени противники выполняют задуманное. По мнению автора статьи, структурное построение игрового процесса при взгляде на игру через 24 года после выпуска выглядит очень замечательно и удивительно. Критик обратил внимание, что уровни сложности таковы, что на более высоких игроку не только даётся меньше улик и противники становятся более агрессивными, но само предотвращение преступления оказывается трудной задачей, и это заставляет игрока больше думать, аккуратнее планировать свои ходы, минимизировать риски, вытягивать максимум из известных обрывков информации, и при этом не возникает ощущения того, что игра просто генерирует больше врагов для уничтожения. Рецензент сообщил, что это «очень особенная игра», сравнив её с Star Control 2 относительно философии геймдизайна, где в обеих играх имеется возможность выбора, при котором игрок теряет нить происходящего в игровом мире, и ему нужно переключиться на другой способ решения. И в этом сравнении Covert Action показан в лучшем свете, так как его сюжеты (одной операции) более короткие, и если игрок ошибся, то по завершении он начинает снова. Дополнительно критик сообщил, что в Covert Action «конечно не всё хорошо»: есть проблемы повторяемости игрового процесса, например локации похожи и по сути взаимозаменяемы; есть вопросы к качеству управления; союзнические организации практически не вовлечены в происходящее.

## Наследие
Сид Мейер несколько раз сообщал, что он недоволен результатом разработки Covert Action, так как, по его мнению, игра получилась в виде нескольких отдельных мини-игр, которые хороши по отдельности, но вместе отвлекают от главного игрового процесса. Данную особенность Сид Мейер сформулировал в «Правило Covert Action» (англ. Covert Action Rule). Коротко оно звучит так: «создавайте одну игру, но не несколько отдельных мини-игр». В другой краткой интерпретации: «если есть две части игры, которые увлекательны сами по себе, то их объединение может уничтожить игровой процесс, так как игрок не сможет уделить внимание ни одной из них».
В интервью Gamespot Сид Мейер объяснил правило Covert Action следующим образом:
Ошибка, которую я совершил, на самом деле состояла в том, что было две игры, которые конкурировали друг с другом. Была экшен-игра, во время которой вам нужно проникнуть в здание и сделать много всего, включая поиск улик и тому подобное. Вместе с тем присутствовала история с сюжетом, в которой вам нужно было понять кто является главой организации и в каких городах он может находиться, а сама история была скрыта от игрока.
Отдельно каждая из частей была хорошей игрой. Однако вместе они соперничали друг с другом. У вас была эта тайная история, которую нужно было разгадать, а также вам приходилось участвовать в последовательности экшен событий, и когда вы завершали эту классную экшен миссию, то выходили из здания и спрашивали себя: «а что за тайну я пытался разгадать?». Covert Action плохо интегрировал историю и экшен, так как последний был очень интенсивным — игрок проводил в одной операции около десяти минут реального времени, и когда он заканчивал, то не мог понять что происходит в игровом мире.
И я назвал это «Правило Covert Action». Не пытайтесь поместить много игр в одну упаковку.
Оригинальный текст (англ.)The mistake I made was actually having two games competing with each other. There was an action game where you break into a building and do all sorts of picking up clues and things like that, and then there was the story which involved a plot where you had to figure out who the mastermind was and what cities they were in, and it was an involved mystery-type plot.

Individually, each part could have been a good game. Together, they fought with each other. You would have this mystery that you were trying to solve, then you would be facing this action sequence, and you’d do this cool action thing, and you’d get out of the building, and you’d say, "What was the mystery I was trying to solve?" Covert Action integrated a story and action poorly because the action was actually too intense - you’d spend ten minutes or so of real time in a mission, and by the time you got out, you had no idea of what was going on in the world.

So I call it the "Covert Action Rule". Don't try to do too many games in one package. 
Дополнительно в интервью Сид Мейер отметил, что данное правило принесло ему много полезного. Так, если посмотреть на его игры после Covert Action, например Sid Meier's Civilization, то можно заметить, что у них есть много возможностей сделать подобное. Например, если в Civilization встречаются две враждебные армии, то почему бы не поместить игрока в сражение между ними? Нет, потому что есть правило Covert Action — нужно думать о том, о чём игра, и сосредоточиться на этом. О влиянии на формирование игрового процесса серии Civilization замечено другими критиками. Сид Мейер в интервью сообщил, что в Civilization II разработчики пробовали реализовать тактические сражения между армиями цивилизаций и впоследствии отказались от этого: игроки не только выпадали из стратегического контекста, но это нарушало ожидание в игре, когда они думали о последующих сражениях, а не о цивилизации в целом. Дополнительно Сид Мейер упоминал, что правило сделало более тактическими игры Sid Meier's Starships и Sid Meier’s Ace Patrol.
Тем не менее, Сид Мейер создавал игры в виде набора мини-игр. Так, Sid Meier's Pirates! относится к играм такого типа. Но по описанию геймдизайнера, здесь мини-игры намного более простые, нежели в Covert Action, и это не вырывает игрока из контекста и он не забывает своих стратегических целей. Другим удачным примером сочетания мини-игр называется X-COM, где высокоуровневая стратегическая составляющая обеспечивает среду выполнения тактических сражений, которые длятся достаточно долго (до получаса), но здесь стратегическая часть игры имеет цель подготовки бойцов и улучшения экипировки для тактической в будущем. По описанию Сида Мейера, особенностью X-COM является то, что в основном игра сосредоточена на тактических боях, а стратегически сюжет прямолинеен и не требует далекого планирования, и таким образом игроку не нужно одновременно решать две сложные задачи.
По признанию Сида Мейера, если бы ему пришлось сделать Covert Action снова, то скорее всего согласно правилу он бы внёс некоторые изменения. Также он отмечает, что на время создания Covert Action были существенные технологические затруднения, и они отвлекали разработчика от решения проблем сложности игрового процесса.
Сравнивая пары игр Pirates! и Covert Action с Railroad Tycoon и Civilization Сид Мейер обращает внимание, что правило сыграло свою роль, когда мини-игры первых являются независимыми, а вторых — параллельными. В последних они рассматриваются как одновременно существующие системы — это экономика, оперативные действия, фондовый рынок в Railroad Tycoon или военная, политическая, экономическая системы Civilization. При таком подходе, по выражению геймдизайнера, «начинает проявляться настоящая магия». Например, если во время сражения в Pirates! ничего не происходит, то в Civilization её системы просты, но они конкурируют и игроку нужно идти на компромисс, выбирая например между строительством зданий города, подготовке военных юнитов или уменьшению риска бунтов населения.
Правило Covert Action упоминалось и использовалось не только в играх, над которыми работал Сид Мейер. Так, оно нашло применение во время разработки Civilization II (которую создавали другие геймдизайнеры), оно включено в публикации Сорена Джонсона, особенности появления и применения приводятся в книге Ричарда Рауса.
Сорен Джонсон и Брюс Шелли отмечают, что интерес к Covert Action проявился в середине 2010-х среди тех разработчиков, которые заинтересовались динамическим сюжетом и процедурной генерацией историй.